# ベンジー郡 (ミシガン州)
ベンジー郡（英: Benzie County）は、アメリカ合衆国ミシガン州ロウアー半島の北西部に位置する郡である。2010年国勢調査での人口は17,525人であり、2000年の15,998人から9.5%増加した。郡庁所在地はビューラ村（人口342人）であり、同郡で人口最大の都市はフランクフォート市（人口1,286人）である。
ベンジー郡トラバースシティ小都市圏に属している。
「ベンジー」という名前は「アイサカモの川」を意味するフランス語 "Riviere Aux-Bec Scies" から派生したものである。アメリカ人開拓者が川の名前の発音を変えて「ベッツィー川」と呼ぶようになった。同様な発音の訛りで「ベンジー」が生まれた。ベンジー郡は当初1864年に設立され、1869年に組織化された。

## 地理
ベンジー郡は地区地面積が321平方マイル (831 km2) と州内最小である。ミトンの形をしたロウアー半島の北西部にあり、小指の位置に当たる。西はミシガン湖であり、北にはリーラノー半島とリーラノー郡がある。東はグランドトラバース郡とトラバースシティに接し、南西にウェックスフォード郡、南にマニスティー郡と接している。郡の北西にはスリーピングベア砂丘国立湖岸が広がっている。クリスタル湖が特徴有る地形になっている。プラット川郡北東部のレイクアン周辺にある湖を水源とし、郡内を南西から北西に流れてプラット湖に至り、その後にプラットリバーポイントでミシガン湖に注いでいる。ベッツィー川は隣のグランドトラバース郡内に水源があり、郡内を南西に流れ南東隅でマニスティー郡に入り、そこから北に曲がってベンゾニアの南に至ってクリスタル湖の水を受け、そこからは西にエルバータとフランクフォートを通ってミシガン湖に注いでいる。
ペレ・マルケット州有林の一部が郡内にあり、ベッツィー川に沿った長さ10マイル (16 km) やレイクアンに近い5.8マイル (9.3 km) の遊歩道など幾つかの道がある。プラット川とレイクアンには州有林キャンプ場がある。ベッツィー川州立狩猟地域がエルバータの東にある。長さ50マイル (80 km) のベッツィー川は州指定の自然河川であり、グランドトラバース郡との郡境からすぐ西のグラス湖からエルバータのすぐ東にあるベッツィー湖の入江までが指定されている。
アメリカ合衆国国勢調査局に拠れば、郡域全面積は859.64平方マイル (2,226.5 km2)であり、このうち陸地321.31平方マイル (832.2 km2)、水域は538.32平方マイル (1,394.2 km2)で水域率は62.62%である。

### 主要高規格道路
- アメリカ国道31号線は南から郡内に入り、ベンゾニアとビューラを抜け、クリスタル湖の南端に至って、郡の東に抜けている。
- ミシガン州道22号線は郡の西端を横切っており、ミシガン湖岸に沿った景観の良い道である。
- ミシガン州道115号線は南から郡内に入り、北西に曲がり、数マイルは国道31号線に合流してベンゾニアに進み、そこから西に分かれてフランクフォートで終わる
- ミシガン州道168号線は州内で最短の州道である。エルバータ中心街の州道22号線から分かれて北西に進み元アンアーバー鉄道のフェリー乗り場があった所まで0.95マイル (1.53 km) である[6]。

### 隣接する郡
- リーラノー郡 - 北
- グランドトラバース郡 - 東
- ウェックスフォード郡 - 南東
- マニスティー郡 - 南
- ケワニー郡 (ウィスコンシン州) - 南西、ミシガン湖の対岸
- ドア郡 (ウィスコンシン州) - 北西、ミシガン湖の対岸

## 人口動態
以下は2000年国勢調査による人口統計データである。
| 基礎データ - 人口: 15,998人 - 世帯数: 6,500 世帯 - 家族数: 4,595 家族 - 人口密度: 19人/km2（50人/mi2） - 住居数: 10,312軒 - 住居密度: 12軒/km2（32軒/mi2） 人種別人口構成 - 白人: 96.39% - アフリカン・アメリカン: 0.28% - ネイティブ・アメリカン: 1.59% - アジア人: 0.16% - 太平洋諸島系: 0.01% - その他の人種: 0.39% - 混血: 1.19% - ヒスパニック・ラテン系: 1.46% 先祖による構成 - ドイツ系：24.0% - ポーランド系：13.5% - アイルランド系：9.2% - アメリカ人：7.6% - イギリス系：6.0% - フランス系：5.0% 言語による構成 - 英語：96.8% - スペイン語：1.9% | 年齢別人口構成 - 18歳未満: 23.4% - 18-24歳: 6.2% - 25-44歳: 27.1% - 45-64歳: 25.8% - 65歳以上: 17.5% - 年齢の中央値: 41歳 - 性比（女性100人あたり男性の人口） - 総人口: 98.1 - 18歳以上: 96.4 世帯と家族（対世帯数） - 18歳未満の子供がいる: 28.8% - 結婚・同居している夫婦: 59.2% - 未婚・離婚・死別女性が世帯主: 7.7% - 非家族世帯: 29.3% - 単身世帯: 24.1% - 65歳以上の老人1人暮らし: 10.8% - 平均構成人数 - 世帯: 2.42人 - 家族: 2.86人 収入と家計 - 収入の中央値 - 世帯: 37,350米ドル - 家族: 42,716米ドル - 性別 - 男性: 30,218米ドル - 女性: 21,730米ドル - 人口1人あたり収入: 18,524米ドル - 貧困線以下 - 対人口: 7.0% - 対家族数: 4.7% - 18歳未満: 8.2% - 65歳以上: 5.2% |

## 郡政府
郡政府は郡監獄の運営、地方道の維持、地方裁判所の運営、権利譲渡と抵当権設定記録など重要記録の維持、公衆衛生規制の管理、福祉など社会サービスの項目で州の施策への参加を行う。郡政委員会は予算を管理するが、法や条例を作るのは限定付き権限である。ミシガン州では、警察と消防、建設と区画割、税評価、街路維持など地方政府の大半機能は個々の都市と郡区の責任である。

## 郡区
ベンジー郡は下記12の郡区に分割されている。

| - アルミラ - ベンゾニア - ブレイン | - コルファクス - クリスタルレイク - ギルモア | - ホームステッド - インランド - ジョイフィールド | - レイク - プラット - ウェルドン |

## 都市と町
| 都市 - フランクフォート | 村 - ビューラ - 郡庁所在地 - ベンゾニア - エルバータ | - オナー - レイクアン - トンプソンビル | 未編入の町 - ベンドン |

## 宗教
ベンジー郡はローマ・カトリック教会ゲイロード教区に属している

## 歴史銘板
郡内には8か所に公式の州指定歴史銘板がある
- ベンゾニア・カレッジ
- ベンゾニア会衆派教会
- ブルース・カットン
- ミシガン湖カーフェリー
- ジョイフィールド墓地
- マルケットの死地
- ミルズ・コミュニティ・ハウス
- パシフィックサーモン